# Поклик спорідненого томлення
«Поклик спорідненого томлення» — радянський художній фільм 1988 року, знятий режисером Валерієм Сіваком на Кіностудії ім. О. Довженка.

## Сюжет
За мотивами творів Андрія Платонова; про історію відносин дорослого та дитини.

## У ролях
- Костянтин Бердиков — головна роль
- Світлана Тормахова — головна роль
- Людмила Лобза — роль другого плану
- Євген Пашин — роль другого плану
- Слава Кондратов — роль другого плану
- Олександр Галушко — роль другого плану

## Знімальна група
- Режисер — Валерій Сівак
- Сценарист — Володимир Акімов
- Оператор — Аркадій Першин
- Композитор — Вадим Храпачов